# Apodanthera catharinensis
Apodanthera catharinensis là một loài thực vật có hoa trong họ Cucurbitaceae. Loài này được Mart.Crov. mô tả khoa học đầu tiên năm 1953.